# 諾斯伍德 (新罕布什爾州)
諾斯伍德（英語：Northwood）是一個位於美國新罕布什爾州羅京安縣的鎮。

## 人口
根據2020年美國人口普查的數據，諾斯伍德的面積為78.30平方千米，當中陸地面積為72.90平方千米，而水域面積為5.40平方千米。當地共有人口4641人，而人口密度為每平方千米59人。